# 男子第58回・女子第53回全日本学生バスケットボール選手権大会
男子第58回・女子第53回 全日本学生バスケットボール選手権大会（だんしだい58かい・じょしだい53かい ぜんにほんがくせいバスケットボールせんしゅけんたいかい）は、2006年11月19日から26日まで8日間にわたって国立代々木競技場第一体育館で行われた全日本学生バスケットボール選手権大会。

## 日程
- 11月19日 - 男女1回戦
- 11月20日 - 男女1回戦
- 11月21日 - 男子1回戦・女子2回戦
- 11月22日 - 男女2回戦
- 11月23日 - 男女準々決勝
- 11月24日 - 男女5〜8位決定戦・女子準決勝
- 11月25日 - 男子準決勝・女子順位決定戦・女子決勝
- 11月26日 - 男子順位決定戦・男子決勝・閉会式

## 会場
- 代々木第一体育館

## 出場校

### 男子
北海道・東北
- 北海道1位 札幌大学（21年連続34回目）
- 北海道2位 北海道教育大学岩見沢校（4年連続4回目）
- 東北1位 東北学院大学（13年連続44回目）
- 東北2位 秋田経済法科大学（7年連続20回目）

関東
- 関東1位 東海大学（7年連続14回目）
- 関東2位 慶應義塾大学（9年連続50回目）
- 関東3位 日本大学（55年連続55回目）
- 関東4位 青山学院大学（24年連続30回目）
- 関東5位 早稲田大学（7年連続51回目）
- 関東6位 日本体育大学（50年連続50回目）
- 関東7位 法政大学（7年連続46回目）
- 関東8位 専修大学（22年連続41回目）
- 関東9位 筑波大学（58年連続58回目）
- 関東10位 大東文化大学（11年連続16回目）
- 関東11位 拓殖大学（36年連続36回目）
- 関東12位 明治大学（13年連続53回目）
- 関東13位 中央大学（3年ぶり49回目）

北信越・東海
- 北信越1位 金沢工業大学（7年連続20回目）
- 北信越2位 新潟経営大学（2年連続4回目）
- 東海1位 浜松大学（3年連続6回目）
- 東海2位 愛知学泉大学（19年連続19回目）
- 東海3位 中京大学（12年連続45回目）

近畿
- 関西1位 京都産業大学（36年連続36回目）
- 関西2位 大阪学院大学（初出場）
- 関西3位 大阪商業大学（4年ぶり41回目）
- 関西4位 大阪体育大学（11年ぶり25回目）

中国・四国
- 中国1位 広島国際学院大学（初出場）
- 中国2位 徳山大学（4年連続4回目）
- 四国1位 愛媛大学（2年ぶり8回目）

九州
- 九州1位 九州産業大学（9年連続34回目）
- 九州2位 福岡大学（2年連続45回目）
- 九州3位 鹿屋体育大学（2年ぶり14回目）

### 女子
北海道・東北
- 北海道1位 札幌大学（7年連続19回目）
- 北海道2位 函館大学（初出場）
- 東北1位 山形大学（2年連続22回目）
- 東北2位 東北学院大学（18年連続25回目）

関東
- 関東1位 筑波大学（52年連続52回目）
- 関東2位 日本体育大学（52年連続52回目）
- 関東3位 拓殖大学（2年連続6回目）
- 関東4位 松蔭大学（5年連続5回目）
- 関東5位 日本女子体育大学（52年連続52回目）
- 関東6位 早稲田大学（16年連続18回目）
- 関東7位 玉川大学（7年連続7回目）
- 関東8位 専修大学（23年連続23回目）
- 関東9位 白鷗大学（11年連続11回目）
- 関東10位 東京学芸大学（7年連続33回目）
- 関東11位 順天堂大学（3年ぶり4回目）

北信越
- 北信越1位 信州大学（9年連続19回目）
- 北信越2位 新潟医療福祉大学（初出場）

東海
- 東海1位 桜花学園大学（10年連続12回目）
- 東海2位 愛知学泉大学（26年連続49回目）
- 東海3位 静岡大学（3年ぶり9回目）

近畿
- 関西1位 大阪体育大学（37年連続37回目）
- 関西2位 大阪人間科学大学（30年連続30回目）
- 関西3位 立命館大学（12年連続12回目）
- 関西4位 武庫川女子大学（22年連続41回目）
- 関西5位 関西外国語大学（3年ぶり10回目）

中国・四国
- 中国1位 広島大学（12年連続28回目）
- 中国2位 徳山大学（2年ぶり15回目）
- 四国1位 愛媛女子短期大学（3年連続3回目）

九州
- 九州1位 鹿屋体育大学（14年連続19回目）
- 九州2位 西南女学院大学（5年連続5回目）
- 九州3位 福岡教育大学（13年連続27回目）
- 九州4位 福岡大学（5年ぶり15回目）

## 試合結果
- Y…代々木第一体育館（A・B）

### 男子
1回戦
| 日時      | YA                                | YB                             |
| --------- | --------------------------------- | ------------------------------ |
| 19日17:00 | 大阪体育大 57 - 108 慶應義塾大    | 日本大 103 - 63 中京大         |
| 19日18:40 | 東海大 134 - 60 新潟経営大        | 愛知学泉大 52 - 95 青山学院大  |
| 20日17:00 | 筑波大 92 - 79 九州産業大         | 鹿屋体育大 68 - 94 大東文化大  |
| 20日18:40 | 北海道教育大岩見沢 70 - 89 明治大 | 浜松大 79 - 76 札幌大          |
| 21日13:40 | 東北学院大 86 - 57 愛媛大         | 秋田経法大 59 - 64 専修大      |
| 21日15:20 | 法政大 89 - 68 金沢工業大         | 広島国際学院大 75 - 128 拓殖大 |
| 21日17:00 | 福岡大 62 - 78 日本体育大         | 大阪学院大 73 - 68 徳山大      |
| 21日18:40 | 早稲田大 80 - 86 大阪商業大       | 中央大 80 - 85 京都産業大      |

2回戦
| 日時      | YA                            | YB                             |
| --------- | ----------------------------- | ------------------------------ |
| 22日13:40 | 法政大 91 - 71 拓殖大         | 大阪学院大 80 - 113 日本体育大 |
| 22日15:20 | 大阪商業大 69 - 92 京都産業大 | 東北学院大 82 - 60 専修大      |
| 22日17:00 | 筑波大 60 - 106 慶應義塾大    | 日本大 99 - 78 大東文化大      |
| 22日18:40 | 東海大 95 - 71 明治大         | 浜松大 86 - 105 青山学院大     |

準々決勝
| 日時      | YA                         | YB                            |
| --------- | -------------------------- | ----------------------------- |
| 23日15:20 | 法政大 65 - 88 慶應義塾大  | 日本大 90 - 69 日本体育大     |
| 23日17:00 | 東海大 115 - 50 東北学院大 | 京都産業大 54 - 60 青山学院大 |

5～8位決定戦
| 日時      | Y                             |
| --------- | ----------------------------- |
| 24日17:00 | 日本体育大 67 - 72 法政大     |
| 24日18:40 | 京都産業大 91 - 77 東北学院大 |

準決勝
| 日時      | Y                          |
| --------- | -------------------------- |
| 25日17:20 | 日本大 66 - 86 慶應義塾大  |
| 25日19:00 | 東海大 102 - 87 青山学院大 |

7位決定戦
| 日時      | Y                                   |
| --------- | ----------------------------------- |
| 26日11:00 | 日本体育大 81 - 74 東北学院大（OT） |

5位決定戦
| 日時      | Y                         |
| --------- | ------------------------- |
| 26日12:40 | 法政大 73 - 59 京都産業大 |

3位決定戦
| 日時      | Y                         |
| --------- | ------------------------- |
| 26日14:20 | 青山学院大 78 - 96 日本大 |

決勝
| 日時      | Y                         |
| --------- | ------------------------- |
| 26日16:00 | 東海大 76 - 73 慶應義塾大 |

### 女子
1回戦
| 日時      | YA                               | YB                                  |
| --------- | -------------------------------- | ----------------------------------- |
| 19日10:20 | 大阪人間科学大 102 - 28 静岡大   | 立命館大 95 - 67 東京学芸大         |
| 19日12:00 | 新潟医療福祉大 51 - 77 拓殖大    | 山形大 87 - 57 徳山大               |
| 19日13:40 | 日本体育大 106 - 72 西南女学院大 | 関西外国語大 60 - 72 日本女子体育大 |
| 19日15:20 | 札幌大 52 - 68 鹿屋体育大        | 玉川大 73 - 64 武庫川女子大         |
| 20日10:20 | 桜花学園大 107 - 54 函館大       | 福岡大 42 - 90 専修大               |
| 20日12:00 | 信州大 60 - 97 愛知学泉大        | 早稲田大 80 - 67 愛媛女子短大       |
| 20日13:40 | 順天堂大 52 - 93 大阪体育大      | 白鷗大 95 - 79 東北学院大           |
| 20日15:20 | 筑波大 116 - 61 広島大           | 福岡教育大 70 - 77 松蔭大           |

2回戦
| 日時      | YA                              | YB                                |
| --------- | ------------------------------- | --------------------------------- |
| 21日10:20 | 大阪人間科学大 76 - 59 立命館大 | 山形大 76 - 72 拓殖大             |
| 21日12:00 | 玉川大 54 - 71 鹿屋体育大       | 日本体育大 81 - 65 日本女子体育大 |
| 22日10:20 | 早稲田大 56 - 52 愛知学泉大     | 桜花学園大 75 - 55 専修大         |
| 22日12:00 | 筑波大 99 - 79 松蔭大           | 白鷗大 72 - 71 大阪体育大         |

準々決勝
| 日時      | YA                        | YB                                |
| --------- | ------------------------- | --------------------------------- |
| 23日12:00 | 日本体育大 84 - 71 山形大 | 桜花学園大 72 - 50 白鷗大         |
| 23日13:40 | 筑波大 94 - 61 早稲田大   | 大阪人間科学大 78 - 54 鹿屋体育大 |

5～8決定戦
| 日時      | Y                           |
| --------- | --------------------------- |
| 24日10:20 | 山形大 80 - 75 白鷗大       |
| 24日12:00 | 早稲田大 61 - 77 鹿屋体育大 |

準決勝
| 日時      | Y                                 |
| --------- | --------------------------------- |
| 24日13:40 | 日本体育大 79 - 64 大阪人間科学大 |
| 24日15:20 | 筑波大 73 - 98 桜花学園大         |

7位決定戦
| 日時      | Y                       |
| --------- | ----------------------- |
| 25日10:00 | 白鷗大 64 - 82 早稲田大 |

5位決定戦
| 日時      | Y                         |
| --------- | ------------------------- |
| 25日11:30 | 山形大 72 - 65 鹿屋体育大 |

3位決定戦
| 日時      | Y                             |
| --------- | ----------------------------- |
| 25日13:00 | 筑波大 83 - 66 大阪人間科学大 |

決勝
| 日時      | Y                             |
| --------- | ----------------------------- |
| 25日14:40 | 桜花学園大 69 - 84 日本体育大 |

## 順位
| 順位   | 男子         | 男子         | 女子             | 女子          |
| 順位   | 大学名       | 備考         | 大学名           | 備考          |
| ------ | ------------ | ------------ | ---------------- | ------------- |
| 優勝   | 東海大学     | 2年連続2回目 | 日本体育大学     | 3年ぶり19回目 |
| 準優勝 | 慶應義塾大学 |              | 桜花学園大学     |               |
| 3位    | 日本大学     |              | 筑波大学         |               |
| 4位    | 青山学院大学 |              | 大阪人間科学大学 |               |
| 5位    | 法政大学     |              | 山形大学         |               |
| 6位    | 京都産業大学 |              | 鹿屋体育大学     |               |
| 7位    | 日本体育大学 |              | 早稲田大学       |               |
| 8位    | 東北学院大学 |              | 白鷗大学         |               |

## 表彰
| タイトル       | 男子     | 男子               | 男子                        | 女子       | 女子                   | 女子                        |
| タイトル       | 選手名   | 所属               | 備考                        | 選手名     | 所属                   | 備考                        |
| -------------- | -------- | ------------------ | --------------------------- | ---------- | ---------------------- | --------------------------- |
| 得点王         | 菊地祥平 | 日本大№4、4年      | 146点                       | 石川麻衣   | 日本体育大№11、3年     | 113点                       |
| 3P王           | 岡田優介 | 青山学院大№4、4年  | 17本                        | 関内麻希   | 山形大№7、3年          | 14本                        |
| リバウンド王   | 竹内公輔 | 慶應義塾大№7、4年  | OFF10REB DEF68REB 合計78REB | 石川麻衣   | 日本体育大№11、3年     | OFF32REB DEF36REB 合計68REB |
| アシスト王     | 田中健介 | 日本体育大№20、3年 | 22本                        | 坪谷愛美   | 山形大№11、2年         | 26本                        |
| ディフェンス王 | 酒井泰滋 | 慶應義塾大№4、4年  |                             | 名木洋子   | 桜花学園大№4、4年      |                             |
| 優秀選手       | 井上聡人 | 東海大№10、4年     |                             | 市野育代   | 日本体育大№15、4年     |                             |
| 優秀選手       | 石崎巧   | 東海大№00、4年     |                             | 石川麻衣   | 日本体育大№11、3年     |                             |
| 優秀選手       | 酒井泰滋 | 慶應義塾大№4、4年  |                             | 小松さやか | 桜花学園大№6、3年      |                             |
| 優秀選手       | 菊地祥平 | 日本大№4、4年      |                             | 櫻田佳恵   | 筑波大№5、4年          |                             |
| 優秀選手       | 岡田優介 | 青山学院大№4、4年  |                             | 川原麻耶   | 大阪人間科学大№15、1年 |                             |
| MIP            | 石崎巧   | 東海大№00、4年     |                             | 櫻田佳恵   | 筑波大№5、4年          |                             |
| 敢闘賞         | 竹内公輔 | 慶應義塾大№7、4年  |                             | 名木洋子   | 桜花学園大№4、4年      |                             |
| MVP            | 竹内譲次 | 東海大№15、4年     |                             | 吉田沙織   | 日本体育大№4、4年      |                             |